# 古キエフ

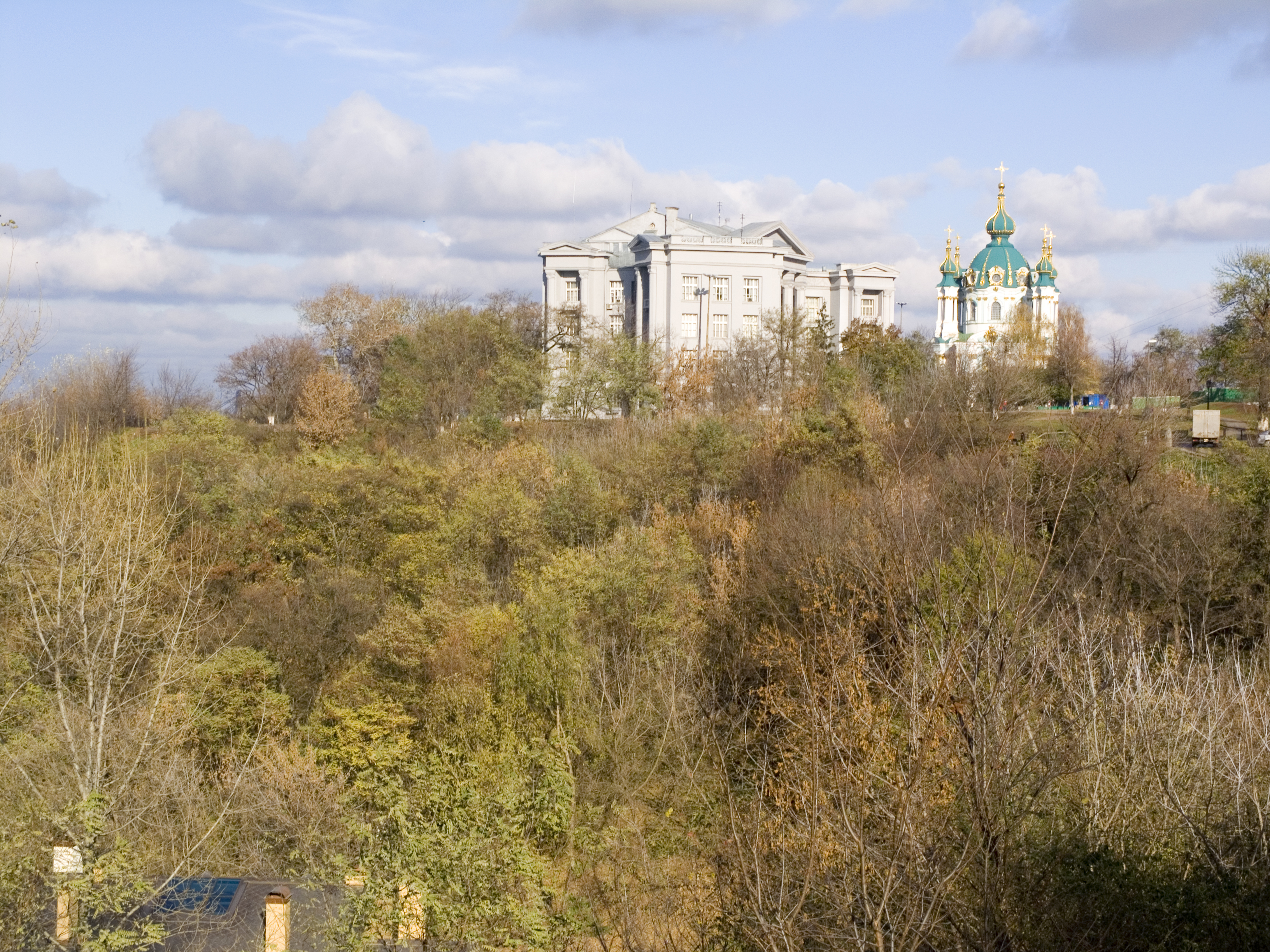
ウクライナ国立歴史博物館が立つ古キエフ山

古キエフ（ウクライナ語：Старий Київ、スタリーイ・キーイウ）は、ウクライナの首都キエフにある歴史的地名。古キエフ山とその周辺に位置している。山の手（Гора）、上町（Верхнє місто）、古町（Старе місто）とも呼ばれる。9世紀から13世紀にかけてキエフ大公をはじめ、ルーシの貴族、聖職者と軍人が暮らしていた場所。下町であるポジールと対比される。

## 概要
古キエフの集落は5世紀末に形成されたと考えられる。6世紀から9世紀にかけてこの集落は要塞都市として発展した。研究史では当時の古キエフを「キーイの町」と呼んでいる。「キーイの町」は古キエフ山の西部に置かれ、約2ヘクタールの面積を占めていた。キエフの城壁内では大公の宮殿と貴族の屋敷が置かれた。
9世紀末から10世紀にかけてキエフの面積は12ヘクタールまで拡大した。城壁外でも貴族や軍人などの住宅が建設されるようになった。こうした中、キエフ大公であるヴォロディーミル聖公（980年–1015年）は、拡大した都市の周りに土と木でできた新たな城壁を築き、「ヴォロディーミルの町」と呼ばれる都市を形成させた。当時のキエフでは石造りの什一聖堂とバーバの市が建設され、西方にあったソフィアの門を正門としていた。市内では北欧のヴァイキングの屋敷もあり、10世紀末からキエフ府主教の座も存在していた。
11世紀前半にキエフはヴォロディーミルの子息ヤロスラーウ賢公（1019年–1054年）によってさらに改善され、中世ヨーロッパにおける最大の都市の一つになった。古キエフの面積は約80ヘクタールに及び、黄金の門を正門とする新たな城壁によって防衛された。1037年にヤロスラーウ賢公はキエフ府主教の座となった聖ソフィア大聖堂をはじめ、フレホーリイ聖堂、イリーナ聖堂などの教会を建立し、キエフは東欧におけるキリスト教の中心地となった。研究史では当時の古キエフを「ヤロスラーウの町」とよんでいる。
12世紀にヤロスラーウ賢公の子息イジャスラーウ (1054年–1068年、1069年–1073年)は古キエフの東北部に「イジャスラーウの町」を建設し、その中で聖ミハイール黄金ドーム大聖堂を建立した。
1240年にキエフはモンゴル帝国の攻撃を受け、著しい被害を蒙った。古キエフはほとんど破壊されて荒地となり、キエフの中心地は山の手から麓にあった下町のポージルへ移った。

## 画像

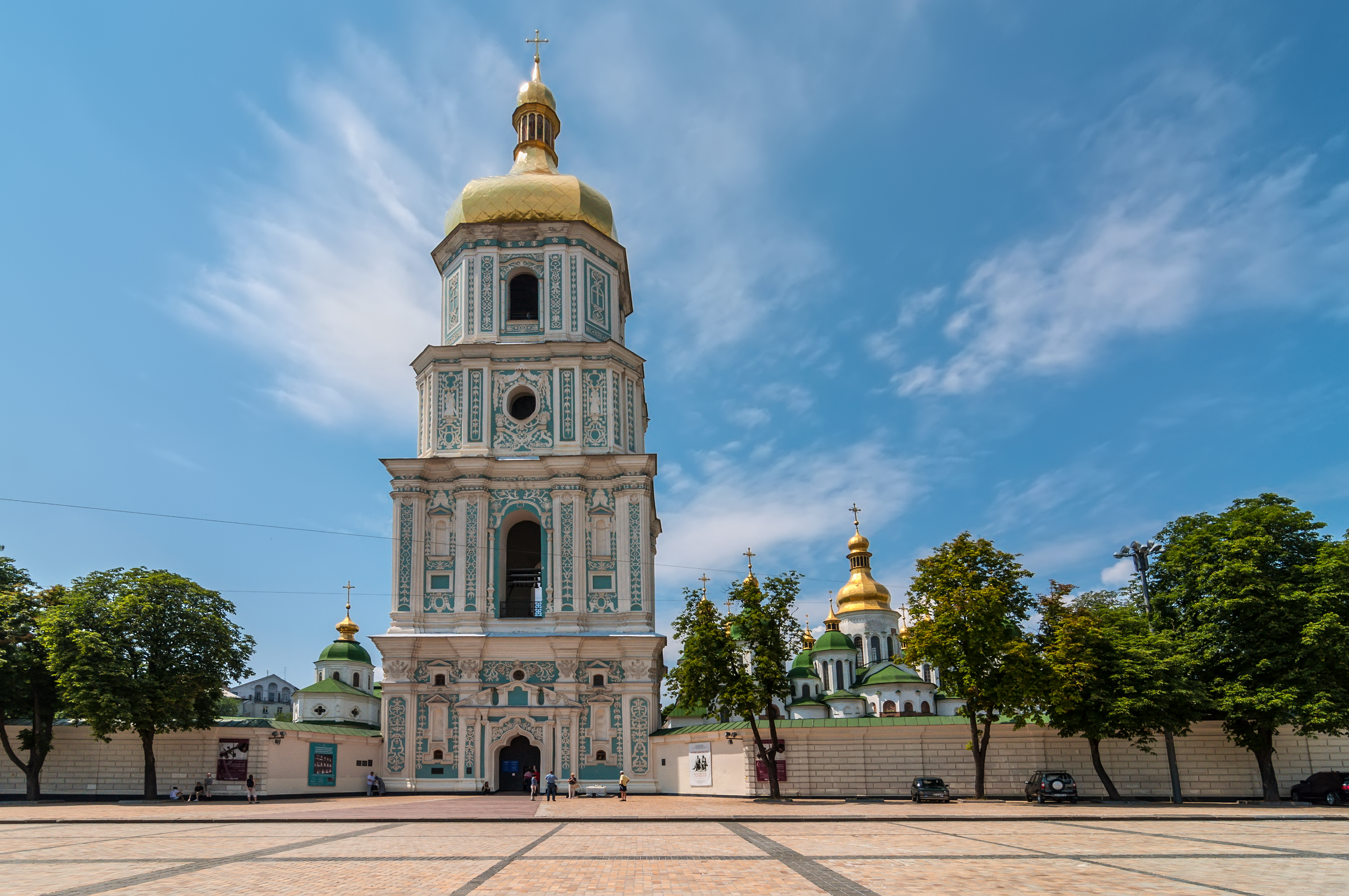
聖ソフィア大聖堂
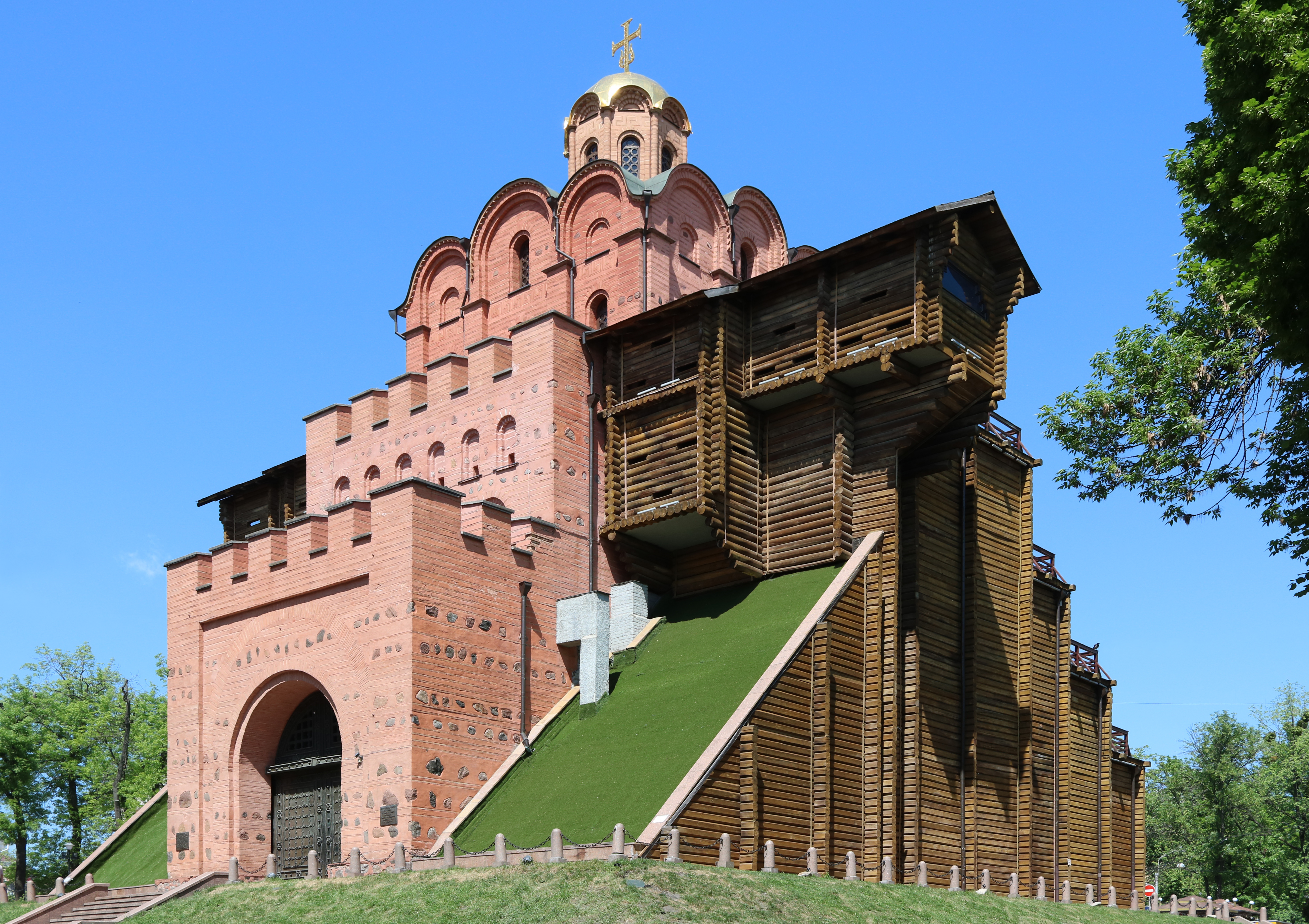
黄金の門
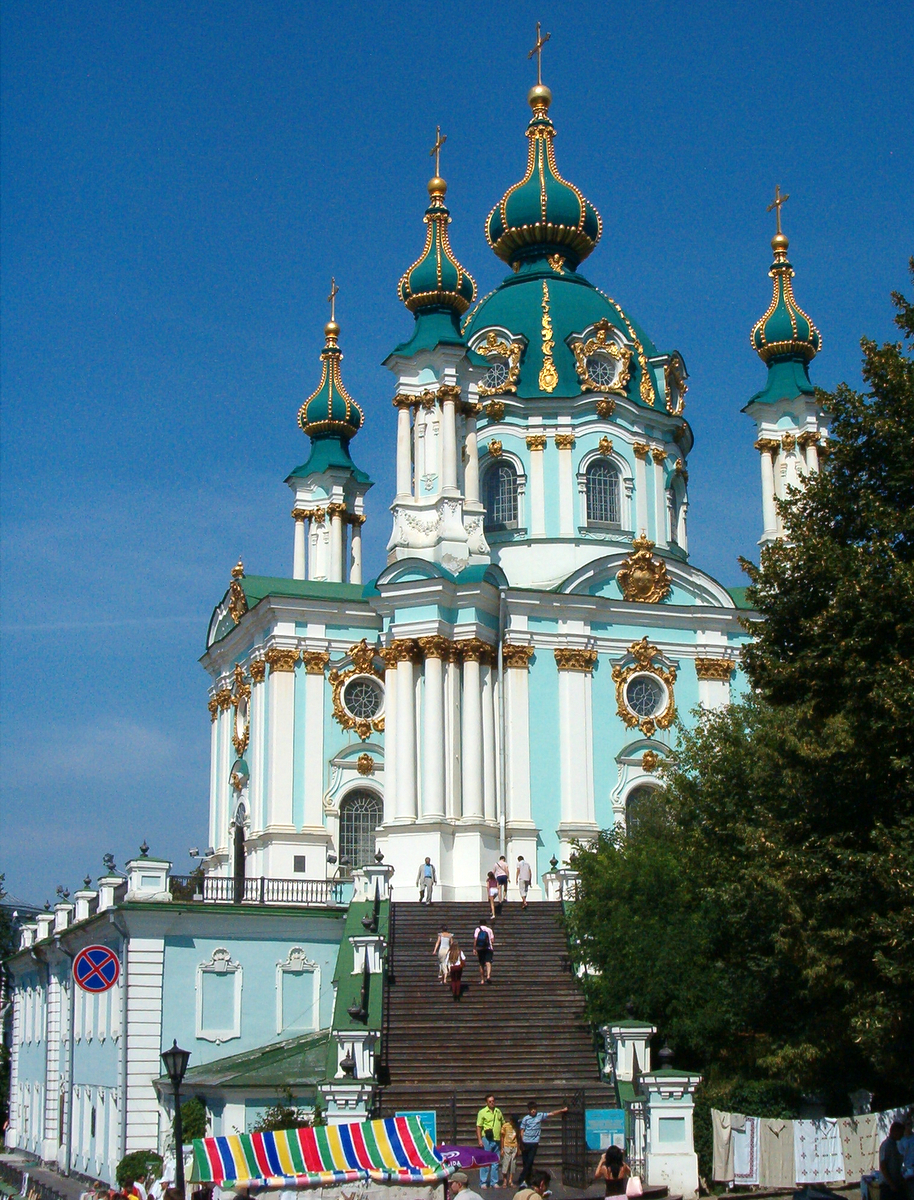
聖アンドリーイ教会
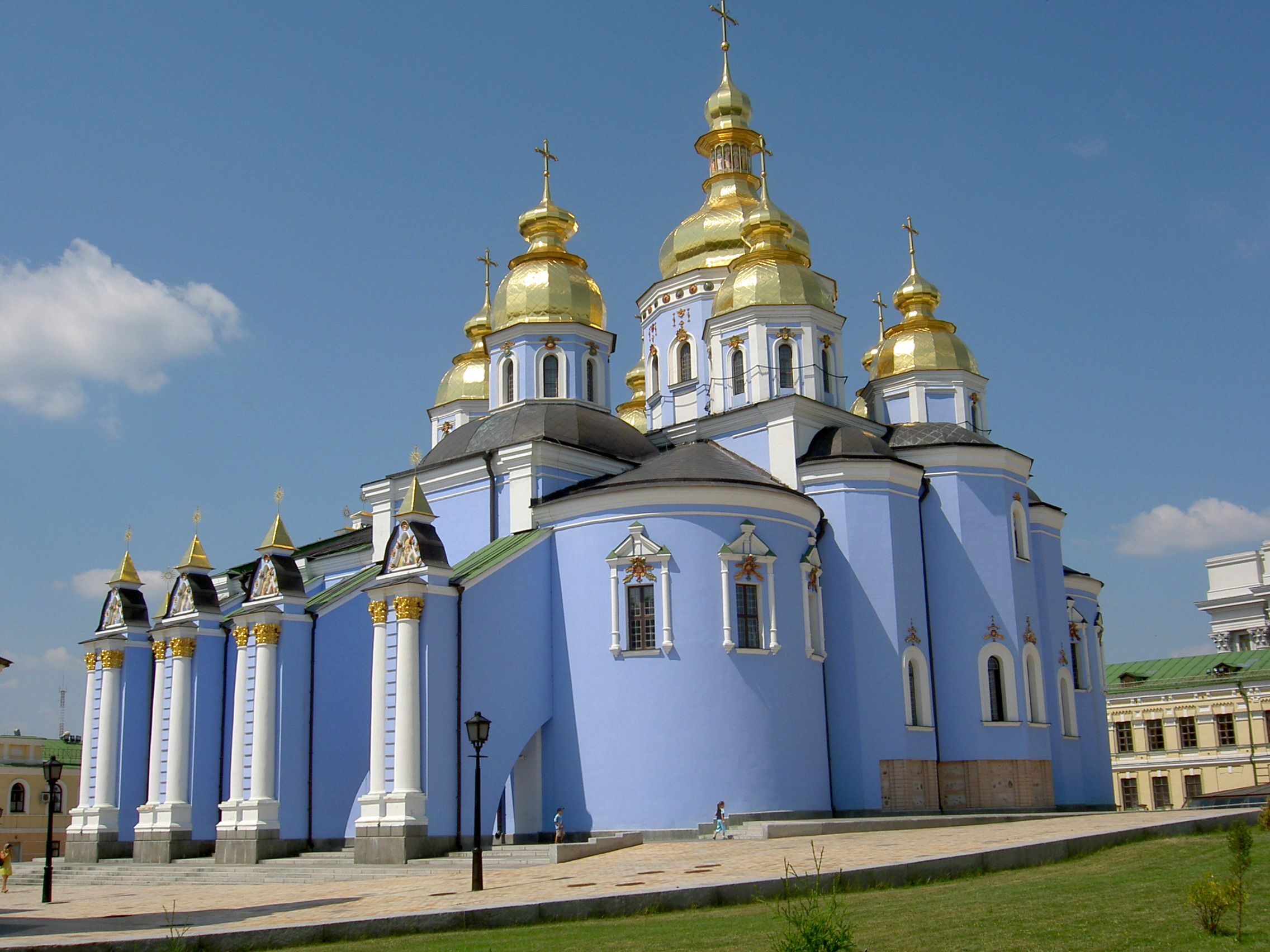
聖ミハイール大聖堂
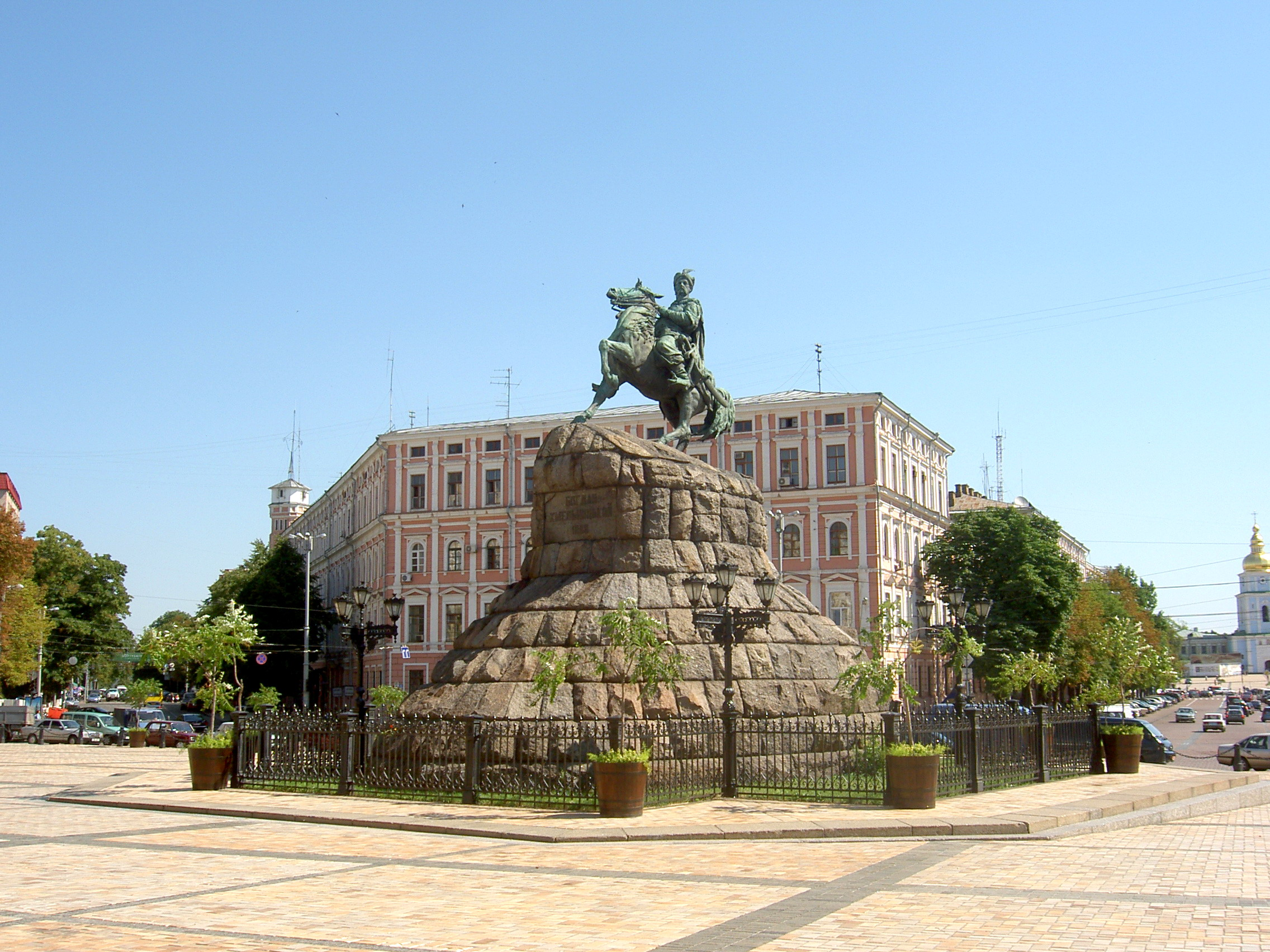
フメリニーツィキーの銅像

## リンク
- （ウクライナ語） 「古キエフ」『キエフ大辞典』

座標: 北緯50度27分30秒 東経30度30分58秒 / 北緯50.45833度 東経30.51611度